# Zoo di Thrigby Hall
Lo zoo di Thrigby Hall, il cui nome ufficiale è Thrigby Hall Wildlife Gardens, è un giardino zoologico situato a Filby, nei pressi della città di Great Yarmouth nella contea di Norfolk, nel Regno Unito. La Villa (Hall) venne costruita nel 1736 da Joshua Smith Esquire, ma il giardino zoologico fu aperto solamente nel 1979.
Lo zoo di Thrigby Hall ospita molte specie di animali ed è consacrato alla conservazione della natura. Tra gli altri, i visitatori possono osservare alligatori, tigri di Sumatra, leopardi nebulosi, binturong, babirussa e panda rossi. Lo zoo ospita inoltre un felino molto raro, il gatto di Temminck.